# Dardan Lushtaku
Dardan Lushtaku (ur. 5 lutego 1992 w Srbicy) – szwedzki siatkarz pochodzenia kosowskiego, grający na pozycji rozgrywającego. W sezonie 2017/2018 był zawodnikiem Jastrzębskiego Węgla.

## Sukcesy klubowe
NEVZA - Klubowe Mistrzostwa Krajów Nordyckich:
- 2014

Mistrzostwo Szwecji:
- 2014, 2016, 2023, 2024[3]

Superpuchar Szwecji:
- 2022, 2023

## Sukcesy reprezentacyjne
Liga Europejska:
- 2017